# David O’Brien Martin

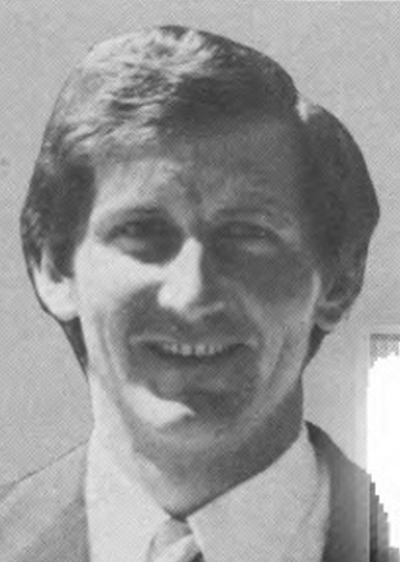
David O’Brien Martin

David O’Brien Martin (* 26. April 1944 im St. Lawrence County, New York; † 20. November 2012 in Hedgesville, West Virginia) war ein US-amerikanischer Politiker. Zwischen 1981 und 1993 vertrat er den Bundesstaat New York im US-Repräsentantenhaus.

## Werdegang
David Martin besuchte die öffentlichen Schulen in Colton und Canton. Im Jahr 1962 absolvierte er die Hugh C. Williams High School in Canton. Danach studierte er bis 1966 an der University of Notre Dame in Indiana. Von 1966 bis 1970 war er als Flugoffizier im Rang eines Hauptmanns beim United States Marine Corps. Nach einem Jurastudium an der Albany Law School und seiner 1974 erfolgten Zulassung als Rechtsanwalt begann er in diesem Beruf zu arbeiten. Gleichzeitig schlug er als Mitglied der Republikanischen Partei eine politische Laufbahn ein. Von 1973 bis 1975 gehörte er dem Bezirksrat des St. Lawrence County an; 1976 und 1980 war er Abgeordneter in der New York State Assembly.
Bei den Kongresswahlen des Jahres 1980 wurde Martin im 30. Wahlbezirk von New York in das US-Repräsentantenhaus in Washington, D.C. gewählt, wo er am 3. Januar 1981 die Nachfolge von Robert C. McEwen antrat. Nach fünf Wiederwahlen konnte er bis zum 3. Januar 1993 sechs Legislaturperioden im Kongress absolvieren. Seit 1983 vertrat er dort als Nachfolger von Benjamin A. Gilman den 26. Distrikt seines Staates.
1992 verzichtete Martin auf eine weitere Kongresskandidatur. In den Jahren 1993 und 1994 war er Dozent am Naval War College in Newport (Rhode Island). Danach war er als privater Anwalt und Geschäftsmann tätig. Er starb am 20. November 2012 in Hedgesville an einer Krebserkrankung.